# Медаль Сильвестра
Меда́ль Сильве́стра (англ. Sylvester Medal) — бронзова медаль, яку присуджує Лондонське королівське товариство з 1901 року за видатні заслуги в галузі математики. Нагорода супроводжується премією у 2000 фунтів стерлінгів. Названа на честь англійського математика Джеймса Джозефа Сильвестра савіліанського професора геометрії в Оксфордському університеті у 1880-х роках. Нагороду було засновано за ініціативи групи друзів (у першу чергу Рафаеля Мельдола) на вшанування пам'яті про Джеймса Сильвестра після його смерті у 1897 році. Спочатку нагороджували кожні три роки з премією близько £900. Королівське товариство оголосило, що, починаючи з 2009 року, нагорода буде присуджуватися кожні два роки, і вона буде націлена на «вчених на ранньому та середньому етапі кар'єри», а не на визнаних математиків. З 2019 до 2023 року медаль вручалась щорічно.
Станом на 2023 рік було вручено 47 медалей, з яких 37 отримали громадяни Великої Британії, по дві — громадянами Франції та Сполучених Штатів Америки, і по одній медалі отримали громадяни Нової Зеландії, Німеччини, Австрії, Росії, Італії, Швеції та Південної Африки. Також серед лауреатів є три жінки: Мері Картрайт у 1964 році, Дуза Мак-Дафф у 2018 році та Френсіс Кірван у 2021 році.

## Нагороджені медаллю
| Год  | Лауреат                    | Обґрунтування нагороди |
| ---- | -------------------------- | --- |
| 1901 | Анрі Пуанкаре              | За його численні і важливі внески в математичну науку Оригінальний текст (англ.) [«For his many and important contributions to mathematical science.»] Помилка: [undefined] Помилка: {{Lang}}: немає тексту (допомога): не вказано код мови (допомога) |
| 1904 | Георг Кантор               | За його блискучі дослідження в теоріях агрегатів і множин точок арифметичного континууму, трансфінітних чисел і рядів Фур'є Оригінальний текст (англ.) [«For his brilliant researches in the theories of aggregates and of sets of points of the arithmetic continuum, of transfinite numbers, and Fouriers series.»] Помилка: [undefined] Помилка: {{Lang}}: немає тексту (допомога): не вказано код мови (допомога) |
| 1907 | Вільгельм Віртінгер        | За внесок у загальну теорію функцій Оригінальний текст (англ.) [«For his contributions to the general theory of functions.»] Помилка: [undefined] Помилка: {{Lang}}: немає тексту (допомога): не вказано код мови (допомога) |
| 1910 | Генрі Бейкер               | За дослідження в теорії абелевих функцій і за видання зібрання праць Сильвестра Оригінальний текст (англ.) [«For his researches in the theory of Abelian functions and for his edition of Sylvesters Collected Works.»] Помилка: [undefined] Помилка: {{Lang}}: немає тексту (допомога): не вказано код мови (допомога) |
| 1913 | Джеймс Вітбред Лі Глейшер  | За його математичні дослідження, особливо пов'язані з теорією чисел і теорією еліптичних функцій Оригінальний текст (англ.) [«For his mathematical researches, especially those in connection with the theory of numbers and the theory of elliptic functions.»] Помилка: [undefined] Помилка: {{Lang}}: немає тексту (допомога): не вказано код мови (допомога) |
| 1916 | Жан Гастон Дарбу           | За видатний внесок у математичну науку Оригінальний текст (англ.) [«For his distinguished contributions to mathematical science.»] Помилка: [undefined] Помилка: {{Lang}}: немає тексту (допомога): не вказано код мови (допомога) |
| 1919 | Персі Александер Мак-Магон | За його дослідження в галузі чистої математики, особливо пов'язані з розбиттям чисел і аналізом Оригінальний текст (англ.) [«For his researches in pure mathematics, especially in connection with the partition of numbers and analysis.»] Помилка: [undefined] Помилка: {{Lang}}: немає тексту (допомога): не вказано код мови (допомога) |
| 1922 | Тулліо Леві-Чивіта         | За дослідження в галузі геометрії та механіки Оригінальний текст (англ.) [«For his researches in geometry and mechanics.»] Помилка: [undefined] Помилка: {{Lang}}: немає тексту (допомога): не вказано код мови (допомога) |
| 1925 | Альфред Норт Вайтгед       | За дослідження з основ математики Оригінальний текст (англ.) [«For his researches on the foundations of mathematics.»] Помилка: [undefined] Помилка: {{Lang}}: немає тексту (допомога): не вказано код мови (допомога) |
| 1928 | Вільям Генрі Янг           | За внесок у теорію функцій дійсної змінної Оригінальний текст (англ.) [«For his contributions to the theory of functions of a real variable.»] Помилка: [undefined] Помилка: {{Lang}}: немає тексту (допомога): не вказано код мови (допомога) |
| 1931 | Едмунд Тейлор Віттекер     | За його оригінальний внесок як у чисту, так і в прикладну математику Оригінальний текст (англ.) [«For his original contributions to both pure and applied mathematics.»] Помилка: [undefined] Помилка: {{Lang}}: немає тексту (допомога): не вказано код мови (допомога) |
| 1934 | Бертран Расселл            | За видатну роботу з основ математики Оригінальний текст (англ.) [«For his distinguished work on the foundations of mathematics.»] Помилка: [undefined] Помилка: {{Lang}}: немає тексту (допомога): не вказано код мови (допомога) |
| 1937 | Лав Оґастус Едвард Гаф     | За його дослідження в галузі класичної математичної фізики, зокрема математичних теорій пружності та гідродинаміки Оригінальний текст (англ.) [«For his researches in classical mathematical physics, particularly the mathematical theories of elasticity and hydro-dynamics.»] Помилка: [undefined] Помилка: {{Lang}}: немає тексту (допомога): не вказано код мови (допомога) |
| 1940 | Ґодфрі Гарольд Гарді       | За його важливий внесок у багато галузей чистої математики Оригінальний текст (англ.) [«For his important contributions to many branches of pure mathematics.»] Помилка: [undefined] Помилка: {{Lang}}: немає тексту (допомога): не вказано код мови (допомога) |
| 1943 | Джон Ідензор Літлвуд       | За його математичні відкриття та наглибше проникнення в аналітичну теорію чисел Оригінальний текст (англ.) [«For his mathematical discoveries and supreme insight in the analytical theory of numbers.»] Помилка: [undefined] Помилка: {{Lang}}: немає тексту (допомога): не вказано код мови (допомога) |
| 1946 | Джордж Невілл Ватсон       | За видатний внесок у чисту математику в галузі математичного аналізу і, зокрема, за його роботу з асимптотичного розширення та загальних перетворень Оригінальний текст (англ.) [«For his distinguished contributions to pure mathematics in the field of mathematical analysis and in particular for his work on asymptotic expansion and on general transforms.»] Помилка: [undefined] Помилка: {{Lang}}: немає тексту (допомога): не вказано код мови (допомога) |
| 1949 | Луїс Джоел Морделл         | За видатні дослідження в галузі чистої математики, особливо за відкриття в теорії чисел Оригінальний текст (англ.) [«For his distinguished researches in pure mathematics, especially for his discoveries in the theory of numbers.»] Помилка: [undefined] Помилка: {{Lang}}: немає тексту (допомога): не вказано код мови (допомога) |
| 1952 | Абрам Безикович            | За видатну роботу з майже періодичних функцій, теорії міри та інтегрування і багатьох інших питань теорії функцій. Оригінальний текст (англ.) [«For his outstanding work on almost-periodic functions, the theory of measure and integration and many other topics of theory of functions.»] Помилка: [undefined] Помилка: {{Lang}}: немає тексту (допомога): не вказано код мови (допомога) |
| 1955 | Едвард Чарльз Титчмарш     | За видатні дослідження з дзета-функції Рімана, аналітичної теорії чисел, аналізу Фур'є та розкладання за власними функціями Оригінальний текст (англ.) [«For his distinguished researches on the Riemann zeta-function, analytical theory of numbers, Fourier analysis, and eigen-function expansions.»] Помилка: [undefined] Помилка: {{Lang}}: немає тексту (допомога): не вказано код мови (допомога) |
| 1958 | Макс Ньюман                | За видатний внесок у комбінаторну топологію, булеву алгебру та математичну логіку Оригінальний текст (англ.) [«For his distinguished contributions to combinatory topology, Boolean algebras and mathematical logic.»] Помилка: [undefined] Помилка: {{Lang}}: немає тексту (допомога): не вказано код мови (допомога) |
| 1961 | Філіп Холл                 | За видатні дослідження в галузі алгебри Оригінальний текст (англ.) [«For his distinguished researches in algebra.»] Помилка: [undefined] Помилка: {{Lang}}: немає тексту (допомога): не вказано код мови (допомога) |
| 1964 | Мері Картрайт              | За її видатний внесок в аналіз і теорію функцій дійсної та комплексної змінної Оригінальний текст (англ.) [«For her distinguished contributions to analysis and the theory of functions of a real and complex variable.»] Помилка: [undefined] Помилка: {{Lang}}: немає тексту (допомога): не вказано код мови (допомога) |
| 1967 | Гарольд Девенпорт          | За його численні видатні внески в теорію чисел Оригінальний текст (англ.) [«For his many distinguished contributions to the theory of numbers.»] Помилка: [undefined] Помилка: {{Lang}}: немає тексту (допомога): не вказано код мови (допомога) |
| 1970 | Джордж Темпл               | За його численні видатні внески в прикладну математику, особливо в роботі над теорією розподілу Оригінальний текст (англ.) [«For his many distinguished contributions to applied mathematics, especially in his work on distribution theory.»] Помилка: [undefined] Помилка: {{Lang}}: немає тексту (допомога): не вказано код мови (допомога) |
| 1973 | Джон Касселс               | За численні вагомі внески в теорію чисел Оригінальний текст (англ.) [«For his numerous important contributions to the theory of numbers.»] Помилка: [undefined] Помилка: {{Lang}}: немає тексту (допомога): не вказано код мови (допомога) |
| 1976 | Девід Джордж Кендалл       | За його численні видатні внески в теорію ймовірностей та її застосування Оригінальний текст (англ.) [«For his many distinguished contributions to probability theory and its applications.»] Помилка: [undefined] Помилка: {{Lang}}: немає тексту (допомога): не вказано код мови (допомога) |
| 1979 | Грем Гіґман                | За видатний і глибоко впливовий внесок у теорію скінченних і нескінченних груп Оригінальний текст (англ.) [«For his distinguished and profoundly influential contributions to the theory of finite and infinite groups.»] Помилка: [undefined] Помилка: {{Lang}}: немає тексту (допомога): не вказано код мови (допомога) |
| 1982 | Джон Френк Адамс           | За вирішення декількох видатних задач топології алгебри і винайдення ним для цієї мети методів, що виявилися надзвичайно важливими в теорії цієї дисципліни Оригінальний текст (англ.) [«For his solution of several outstanding problems of algebraic topology and of the methods he invented for this purpose which have proved of prime importance in the theory of the subject.»] Помилка: [undefined] Помилка: {{Lang}}: немає тексту (допомога): не вказано код мови (допомога) |
| 1985 | Джон Ґріґґз Томпсон        | За його фундаментальний внесок у повну класифікацію всіх скінченних простих груп Оригінальний текст (англ.) [«For his fundamental contributions leading to the complete classification of all finite simple groups.»] Помилка: [undefined] Помилка: {{Lang}}: немає тексту (допомога): не вказано код мови (допомога) |
| 1988 | Террі Волл                 | За його внесок у топологію многовидів і суміжні теми в алгебрі та геометрії Оригінальний текст (англ.) [«For his contributions to the topology of manifolds and related topics in algebra and geometry.»] Помилка: [undefined] Помилка: {{Lang}}: немає тексту (допомога): не вказано код мови (допомога) |
| 1991 | Клаус Рот                  | За його численні внески в теорію чисел і, зокрема, його розв'язання відомої проблеми про наближення алгебраїчних чисел раціональними числами Оригінальний текст (англ.) [«For his many contributions to number theory and in particular his solution of the famous problem concerning approximating algebraic numbers by rationals.»] Помилка: [undefined] Помилка: {{Lang}}: немає тексту (допомога): не вказано код мови (допомога) |
| 1994 | Пітер Вайт                 | За його великий визначний внесок в аналіз часових рядів, в теорію оптимізації та в широкий спектр тем прикладної теорії ймовірностей і математики операційних досліджень Оригінальний текст (англ.) [«For his major distinctive contributions to time series analysis, to optimisation theory, and to a wide range of topics in applied probability theory and the mathematics of operational research.»] Помилка: [undefined] Помилка: {{Lang}}: немає тексту (допомога): не вказано код мови (допомога) |
| 1997 | Гарольд Коксетер           | За його досягнення в геометрії, зокрема проективній геометрії, неевклідовій геометрії та аналізі просторових форм і візерунків, а також за його значний внесок у практичну теорію груп, яка пронизує більшу частину сучасної математики Оригінальний текст (англ.) [«For his achievements in geometry, notably projective geometry, non-euclidean geometry and the analysis of spatial shapes and patterns, and for his substantial contributions to practical group-theory which pervade much modern mathematics.»] Помилка: [undefined] Помилка: {{Lang}}: немає тексту (допомога): не вказано код мови (допомога) |
| 2000 | Найджел Гітчин             | За його важливий внесок до багатьох розділів диференціальної геометрії, поєднуючи це з комплексною геометрією, інтегрованими системами та математичною фізикою, переплітаючи найсучасніші ідеї з класичною літературоюОригінальний текст (англ.) [«For his important contributions to many parts of differential geometry combining this with complex geometry, integrable systems and mathematical physics interweaving the most modern ideas with the classical literature.»] Помилка: [undefined] Помилка: {{Lang}}: немає тексту (допомога): не вказано код мови (допомога)                                      |
| 2003 | Леннарт Карлесон           | За глибокий і фундаментальний внесок у математику в галузі аналізу та складної динаміки Оригінальний текст (англ.) [«For his deep and fundamental contributions to mathematics in the field of analysis and complex dynamics.»] Помилка: [undefined] Помилка: {{Lang}}: немає тексту (допомога): не вказано код мови (допомога) |
| 2006 | Пітер Свіннертон-Даєр      | За його фундаментальну роботу в арифметичній геометрії та численні внески в теорію звичайних диференціальних рівнянь Оригінальний текст (англ.) [«For his fundamental work in arithmetic geometry and his many contributions to the theory of ordinary differential equations.»] Помилка: [undefined] Помилка: {{Lang}}: немає тексту (допомога): не вказано код мови (допомога) |
| 2009 | Джон М. Болл               | За його основоположну роботу в галузі механіки та нелінійного аналізу та за сприяння математичним дослідженням у країнах, що розвиваються Оригінальний текст (англ.) [«For his seminal work in mechanics and nonlinear analysis and his encouragement of mathematical research in developing countries.»] Помилка: [undefined] Помилка: {{Lang}}: немає тексту (допомога): не вказано код мови (допомога) |
| 2010 | Грем Сігал                 | За його надзвичайно впливову та елегантну роботу з розвитку топології, геометрії та квантової теорії поля, подолання розриву між фізикою та чистою математикою Оригінальний текст (англ.) [«For his highly influential and elegant work on the development of topology, geometry and quantum field theory, bridging the gap between physics and pure mathematics.»] Помилка: [undefined] Помилка: {{Lang}}: немає тексту (допомога): не вказано код мови (допомога) |
| 2012 | Джон Френсіс Толанд        | За його оригінальні теореми та видатні відкриття в нелінійних диференціальних рівняннях у частинних похідних, включаючи застосування до водних хвиль Оригінальний текст (англ.) [«For his original theorems and remarkable discoveries in nonlinear partial differential equations, including applications to water waves.»] Помилка: [undefined] Помилка: {{Lang}}: немає тексту (допомога): не вказано код мови (допомога) |
| 2014 | Бен Грін                   | За його знаменитий результат про прості числа в арифметичній прогресії та його наступні докази ряду вражаючих теорем протягом останніх п'яти-десяти років Оригінальний текст (англ.) [«For his famous result on primes in arithmetic progression, and his subsequent proofs of a number of spectacular theorems over the last five to ten years.»] Помилка: [undefined] Помилка: {{Lang}}: немає тексту (допомога): не вказано код мови (допомога) |
| 2016 | Тімоті Гауерс              | За його новаторські результати в теорії банахових просторів, чистій комбінаториці та адитивній теорії чисел Оригінальний текст (англ.) [«For his groundbreaking results in the theory of Banach spaces, pure combinatorics, and additive number theory.»] Помилка: [undefined] Помилка: {{Lang}}: немає тексту (допомога): не вказано код мови (допомога) |
| 2018 | Дуза Макдаф                | За керівництво розвитком нової галузі симплектичної геометрії та топології Оригінальний текст (англ.) [«For leading the development of the new field of symplectic geometry and topology.»] Помилка: [undefined] Помилка: {{Lang}}: немає тексту (допомога): не вказано код мови (допомога) |
| 2019 | Пітер Сарнак               | За трансформаційний внесок у теорію чисел, комбінаторику, аналіз і геометрію Оригінальний текст (англ.) [«For transformational contributions across number theory, combinatorics, analysis and geometry.»] Помилка: [undefined] Помилка: {{Lang}}: немає тексту (допомога): не вказано код мови (допомога) |
| 2020 | Браян Джон Берч            | За роботу, яка зіграла важливу роль у розвитку теорії еліптичних кривих через гіпотезу Берча і Свіннертона-Даєра та теорію точок Геґнера Оригінальний текст (англ.) [«For work that has played a major role in driving the theory of elliptic curves, through the Birch-Swinnerton-Dyer conjecture and the theory of Heegner points.»] Помилка: [undefined] Помилка: {{Lang}}: немає тексту (допомога): не вказано код мови (допомога) |
| 2021 | Френсіс Кірван             | За її дослідження коефіцієнтів в алгебраїчній геометрії, включаючи зв'язки з симплектичною геометрією та топологією, що знайшло багато застосувань Оригінальний текст (англ.) [«For her research on quotients in algebraic geometry, including links with symplectic geometry and topology, which has had many applications.»] Помилка: [undefined] Помилка: {{Lang}}: немає тексту (допомога): не вказано код мови (допомога) |
| 2022 | Роджер Хіт-Браун           | За його великий внесок у вивчення простих чисел та розв'язків рівнянь у цілих числах Оригінальний текст (англ.) [«For his many important contributions to the study of prime numbers and solutions to equations in integers.»] Помилка: [undefined] Помилка: {{Lang}}: немає тексту (допомога): не вказано код мови (допомога) |
| 2023 | Майлз Рід                  | За його винятково творчі дослідження та фундаментальне розуміння багатовимірної алгебраїчної геометрії, зокрема програми мінімальної моделі для тривимірних різноманітностей, а також за невпинну роботу для спільноти алгебраїчних геометрів Оригінальний текст (англ.) [«For his exceptionally creative research and fundamental insights into higher-dimensional algebraic geometry, in particular the minimal model program for 3-folds, and for untiring work for the community of algebraic geometers.»] Помилка: [undefined] Помилка: {{Lang}}: немає тексту (допомога): не вказано код мови (допомога)       |
| 2024 | Філіп Міані                | За його внесок у математичну біологію, особливо в міждисциплінарне моделювання біомедичних явищ і систем Оригінальний текст (англ.) [«For his contributions to mathematical biology, especially the interdisciplinary modelling of biomedical phenomena and systems.»] Помилка: [undefined] Помилка: {{Lang}}: немає тексту (допомога): не вказано код мови (допомога) |